# Московский собор (1656)
Моско́вский собо́р 1656 го́да — поместный собор в Москве, начавшийся 23 апреля и закончившийся 2 июня 1656 года, собранный патриархом Московским Никоном. Осудил придерживающихся двоеперстия. Кроме того, 18 мая 1656 была изречена анафема на протопопа Иоанна Неронова и его последователей. Собор явился решающим этапом реформ патриарха Никона.

## Предыстория и подготовка
После вступления на патриаршую кафедру, в 1653 году перед наступлением Великого поста, патриарх Hикон разослал по московским церквам «Память» или распоряжение, в котором предписывалось при чтении молитвы Ефрема Сирина («Господи и Владыко живота моего…») класть 4 великих и 12 поясных поклонов, а также совершать крестное знамение тремя первыми перстами. Это единоличное действие патриарха Никона вызвало сопротивление и недовольство, тогда патриарх Никон решил собирать поместные соборы. В 1654 году собор был собран, на нём патриарх Никон встретил сопротивление в лице епископа Павла, которого Никон самовластно без суда и соборного решения лишил сана и отправил в ссылку. Для продолжения своей реформы патриарх Никон решил заручиться поддержкой восточных иерархов.
В начале 1656 года в Москве находился ряд иностранных православных иерархов: патpиарх Антиохийский Макарий III, Патриарх Сербский Гавриил, митрополит Hикейский Гpигорий. 12 феврале патриарх Макарий публично заявил, что двуперстное сложение есть подражание армянам, ибо армяне так крестятся. 24 февраля, в неделю Православия, в Успенском соборе Кремля в присутствии царя Алексея Михайловича патpиарх Макарий вместе с Гавриилом сербским и никейским митрополитом Григорием изрекли анафему на крестящихся двуперстно.

## Участники собора
1. Патриарх Московский Никон
2. Митрополит Великого Новгорода и Великих Лук Макарий
3. Митрополит Казанский и Свияжский Корнилий
4. Митрополит Ростовский и Ярославский Иона
5. Архиепископ Вологодский и Великопермский Маркелл
6. Архиепископ Тверской и Кашинский Лаврентий
7. Архиепископ Астраханский и Терский Иосиф
8. Архиепископ Псковский и Изборский Макарий
9. Епископ Коломенский и Каширский Александр
10. Архимандрит Троице-Сергиева монастыря Иоасаф
11. Архимандрит из Владимира Рождественского монастыря Иосиф
12. Архимандрит Чудова монастыря Иосиф
13. Архимандрит Всемилостивого Спаса Нового монастыря Сергий
14. Архимандрит Симонова монастыря Феодосий
15. Архимандрит Свияжского Богородского монастыря Антоний
16. Архимандрит Андроникова монастыря Дионисий
17. Архимандрит Казанского Преображенского монастыря Прохор
18. Архимандрит из Костромы Ипатского монастыря Тихон
19. Архимандрит из Нижнего Новгорода Печерского монастыря Илларион
20. Архимандрит Хутыня монастыря Евфимий
21. Наместник Пречистые Богородицы Иверского монастыря Филофей
22. Архимандрит из Ростова Богоявленского монастыря Дионисий
23. Игумен из Костромы Богоявленского монастыря Герасим
24. Архимандрит из-за Торгу Богоявленского монастыря Авраамий
25. Игумен Знаменского монастыря Иосиф
26. Строитель из Ярославля Спасского монастыря Ефрем
27. Архимандрит Иосифа Волоцкого монастыря Тихон
28. Архимандрит из Суздаля Спасо-Евфимиевского монастыря Авраамий
29. Архимандрит из Новгорода Антония Римлянина монастыря Макарий
30. Игумен с Унжи Макарьева монастыря Карион
31. Архимандрит из Рязани Спасского монастыря Боголеп
32. Архимандрит из Вологды Каменского монастыря Филарет
33. Архимандрит Отроча монастыря Авраамий
34. Игумен из Ростова Борисоглебского монастыря с Устия Иона
35. Архимандрит из Рязани Рождества Богородицы Сорочинского монастыря Сергий
36. Архимандрит из Вологды Прилуцкого монастыря Иона
37. Архимандрит Великого Новгорода Духова монастыря Иаков
38. Игумен из Вологды Корнильева монастыря Антоний
39. Игумен Переславль-Залеского монастыря Моисей
40. Игумен Новинского монастыря Иосиф

## Решение собора
Перед Собором русских архиереев патриарх Никон обратился к находившимся в Москве восточным иерархам с вопросом относительно сложения перстов для крестного знамения; ему ответил патриарх Макарий (текст согласно сочинению патриарха Никона «Слово отвещательное»):
Предание прияхом сначала веры от святых апостол, и святых отец, и святых седьми соборов, творити знамение честнаго креста, с тре́ми первыми пе́рсты десны́я руки, а кто от християн православных нетворит крест тако, по преданию восточныя Церкви, еже держа с начала веры даже доднесь, есть еретик и подражатель арменов, и сего ради имамы его отлуче́на от Отца и Сына и Святаго Духа и про́клята; извещение истины подписах своею рукою.
Этот ответ, изложенный в более пространной форме, и стал решением собора, все остальные иерархи поставили под ним свои подписи. Решения собора были напечатаны в дополненной редакции сборника под названием «Скрижаль», которая была издана Московским печатным двором (1656).

## Рецепция решения собора и его последствия
Решение собора 1656 года о проклятии всех крестящихся двуперстно было подтверждено на Большом Московском соборе 1666—1667 года, на котором была принята подобная анафема не только на двоеперстие, но и на все старые обряды и на тех, кто ими пользуется.
На Поместном Соборе Русской православной церкви 31 мая 1971 года все решения против дореформенных обрядов, в том числе и решение собора 1656 года, были отменены:
Утвердить постановление <…> об упразднении клятв Московского Собора 1656 года и Большого Московского Собора 1667 года, наложенных ими на старые русские обряды и на придерживающихся их православно верующих христиан, и считать эти клятвы, яко не бывшие.